# England (Arkansas)
Pour les articles homonymes, voir England.
La ville d’England est située dans le comté de Lonoke, dans l’État de l’Arkansas, aux États-Unis. Sa population s’élevait à 2 825 habitants lors du recensement de 2010, estimée à 2 744 habitants en 2017.

## Démographie
| 1900 | 1910  | 1920  | 1930  | 1940  | 1950  |
| ---- | ----- | ----- | ----- | ----- | ----- |
| 368  | 1 407 | 2 408 | 2 130 | 2 027 | 2 136 |

| 1960  | 1970  | 1980  | 1990  | 2000  | 2010  |
| ----- | ----- | ----- | ----- | ----- | ----- |
| 2 861 | 3 075 | 3 081 | 3 351 | 2 972 | 2 825 |

## Source
- (en) Cet article est partiellement ou en totalité issu de l’article de Wikipédia en anglais intitulé « England, Arkansas » (voir la liste des auteurs).

1. ↑  (en) « Population and Housing Unit Estimates » (consulté le 24 mars 2018)
2. ↑  (en) « Census of Population and Housing » [archive du 12 mai 2015], Census.gov (consulté le 4 juin 2015)
3. ↑  (en) « Annual Estimates of the Resident Population for Incorporated Places: April 1, 2010 to July 1, 2015 » [archive du 19 octobre 2016] (consulté le 2 juin 2016)
4. ↑  « Statistiques des États-Unis - Arizona - Profils des comtés de 2010 » (consulté en novembre 2020)